# Hrvatska privreda
Hrvatska privreda je bio hrvatski dnevni gospodarski list iz Zagreba. U podnaslovu je stajalo "mjesečnik trgovinske Komore u Zagrebu", "službena saopćenja Jugoslovensko-Britanske trgovinske Komore u Zagrebu" pa "lužbena saopćenja privrednih ustanova Banovine Hrvatske, Trgovinske Komore u Zagrebu, Industrijske Komore u Zagrebu, Trgovinsko-industrijske Komore u Osijeku, Trgovinsko-industrijske Komore u Splitu, Trgovinsko-industrijske Komore u Dubrovniku i Jugoslavensko-Britanske Komore u Zagrebu".
Prvih je 12 godina izlazio kao dnevni list, od 1937. do 1938. kao mjesečnik, a potom kao tjednik. 
Izlazio je od 1925. do 7. listopada 1941. godine.
Na baštini Hrvatske privrede nastavio je izlaziti list Gospodarstvo.

## Urednici
- Milivoj Huber